# DEAR FRIENDS -21st version-
『DEAR FRIENDS -21st version-』（ディアフレンズ トウェンティーファースト・バージョン）は、日本のロックバンド、PERSONZの18枚目のシングルである。布袋寅泰がギタリストとしてレコーディングに参加している。

## タイアップ
- 河合塾CMソング（DEAR FRIENDS -21st version-）
- WOWOWドラマ『おれ、ぼく、あたし』主題歌（WISH）

## 収録曲
（全曲作詞：JILL / 作曲：渡邉貢）
1. DEAR FRIENDS -21st version-
2. WISH
3. TEARS

## 品番
CDS: TOCT-22107